# 면죄부
면죄부(免罪符, 영어: letter of Indulgence)는 서방교회에서 지은 죄를 사하여 준다고 주장하며 16세기에 교황청의 특수목적을 위해 대량 발행 및 판매했던 증서이다. 천주교에서는 대사부(大赦符, 라틴어: indulgentia) 혹은 면벌부(免罰符)라 하며 교황이 죄의 용서 이후 남아 있는 잠벌에 대한 면제(absolutio poenae)를 부여했다는 증표라고 설명한다.
16세기 이전 서방교회 교리에 따르면 이미 용서받은 죄에 따른 벌인 잠벌(暫罰)을 탕감받기 위해서는 현세에서 행하는 속죄인 보속을 치러야 하는데, 이를 일부 또는 전부 면제하였다는 증명서를 말한다. 당시 천주교에서 로마의 성당을 건설하기 위해 교황청이 대량으로 발행하였고, 주교들이 신도들에게 반강제적으로 판매하였다. 종교 개혁 운동의 중요 요인이 되었으며 마르틴 루터의 95개조 반박문의 주요 비판점이었다.

## 명칭
면죄부의 라틴어 원어인 'Indulgentia'는 관대함을 의미한다.
Indulgentia의 번역 용어인 면죄부는 한반도보다 먼저 천주교가 전래된 중국에서 한문으로 번역한 용어로 천주교 교리 중 주교의 능력에 대해서 '면죄'의 권한이 있다는 가르침에서 비롯되었다. 현재도 중국어 천주교 교리 서적에도 천주교 주교의 권한 설명에도 잘 나와있다. 주교는 "면죄(사면죄과: 赦免罪過)할 수 있는 권한"이 있다고 본다. 교황의 사면권도 당연히 주교의 사면권과 같은 '면죄', 즉 '사면죄과'의 용어로 사용되었고 현재도 바티칸에서 제공하는 중국어 문서에서도 사용중이다.
면죄부(免罪符)는 주교의 사면권에 따른 면죄를 증명하는 서류를 의미한다. 이를 한자로 표기하면 '죄과를 사면하여 준 증서'인 '사면죄과부'(赦免罪過符)이고 이의 표기가 '면죄부'(免罪符)이다.

## 면죄부 활용의 역사
서방교회의 종교개혁이 발생하기 이전 면죄부는 서부유럽 지역에서 11세기 이전부터도 생전 행실로 천국에 이르렀을지 모호한 고인의 가족들을 위로하기 위해 지역 성직자들이 작성하며 널리 퍼져있었다. 11세기 교황 우르바노 2세가 십자군 참여를 장려하기 위해서 활용하기 시작하면서 참전하는 군인들과 군부대에 지원금을 낸 후원자들에게도 교황의 권한으로 면죄부를 주었다. 이 면죄부는 11세기 당시 참전과 지원에 대한 특권적 혜택으로 볼 수 있었다.
16세기 교황 레오 10세에 이르러 교황청의 부채와 비용을 위한 자금 모금책으로 활용되었다. 주로 전비 조달과 아비뇽 유수 이후의 로마 재건 사업 및 성 베드로 대성당의 보수와 개축을 위한 대규모 공사 비용 충당을 위해 대량 판매하였다. 16세기 면죄부는 1/4 플로린에 판매하였는데, 당시 화폐가치로 평민이 거주하는 작은 집 6개월치 월세 또는 송아지 3마리를 구입 가능한 비용이었다. 각종 세금에도 힘겨워 하는 일반 평민들에게까지 각 목적에 해당하는 면죄부를 세분화하여 발부하여서 한 가족이 여러 개를 구입하도록 유도하였고, 이 막대한 자금은 곧장 교황청으로 모여들었다. 서방교회는 이미 10세기부터 창부정치와 정치세력화의 문제로 교회개혁이 여러 지역에서 지속적으로 주장되던 상황에서 자금 모집책으로 면죄부 대량 판매는 서방교회 종교개혁의 도화선이 되었다. 결국 서방교회는 종교개혁 찬성파와 반대파로 나뉘어 찬성파는 개신교회로 반대파는 천주교회로 분열되었다.
현재는 천주교회도 과거 자신들의 면죄부 남용을 부패로 인한 악행이자 교회 분열의 단초로 규정하고 있다.

## 면죄부/면벌부 명칭 문제
근대 시대에 면죄부라는 명칭이 수입된 이래 한국어 화자 대부분은 그러한 명칭을 사용했고, 한국 개신교계 역시 면죄부라는 용어를 지지한다.
그러나 한국 천주교계는 천주교 교리상 면죄부는 오역인 동시에 악의적 이용이 될 위험도 있으니 16세기 천주교가 판매한 증서에 대해서 면죄부란 용어의 사용 중지를 요청했고 역사학계와 교육계는 이를 지지하여 면벌부라는 용어를 사용한다.
한국어학계와 교육부는 이러한 제안을 수용하였다. 현재 한국어의 표준국어대사전은 면죄부와 면벌부를 모두 인정하며 교육부는 교과서 용어를 면죄부에서 면벌부로 수정하였다.

### 문제의 쟁점

#### 죄(罪)와 벌(罰)의 차이
면죄부 지지파들은 한국어 단어 '죄'의 의미에 범죄와 형벌의 용례를 지니는데 한국 천주교회는 충분히 이 사실을 이해하지 못했다고 주장한다. 이러한 주장을 뒷받침하는 언어적 근거는 '죄받다'라는 표현이 존재한다는 것이다.
또한 일부 개신교계에서는 죄의 용서는 오직 하나님의 몫이며 연옥은 존재하지 않으므로 벌과 죄의 구별은 무의미하다 주장하는데 이는 루터의 주장을 재인용한 것이다.
그러나 이에 대해 면벌부 지지파들은 한국어에서 '죄'와 '벌'의 의미를 다르게 규정한 것과 천주교 교리적으로도 죄와 벌이 분리되니 천주교 용어는 천주교의 맥락에서 번역함이 옳음을 주장한다.

#### 언어의 사회성 문제
이미 널리 퍼진 면죄부라는 단어를 교과 과정에서 퇴출시킴은 언어의 사회성을 무시하는 것이고, 면죄/면벌/대사 등의 단어가 난립함에 따라 학생들에게 혼란을 야기하게 되었다.
한국 천주교회는 이런 문제를 해결하기 위해 내부적으론 예비신자 교육에 대사와 면죄에 대한 교육을 포함시키고 외부적으로는 면죄부는 천주교 교리상 잘못된 번역임을 알리는 자료를 게시하거나 수정을 요구하지만 여전히 면죄부의 사용량이 많아서 상황이 개선되지는 않는다.

### 한국 천주교의 내부적인 면벌 명칭 미사용
면벌부로 변경할 것을 요구한 제안한 한국 천주교회는 '면벌부'를 신학 용어로 사용하지 않고 대신 대사를 사용하는 것이 한국 천주교가 용어에 대한 이해도가 부족한 것으로 보일 수 있지만, 원래 한국 천주교가 요구한 수정은 대사부이다. 그러나 대사는 천주교회 외부에서는 이해하기 힘든 단어이다. 그러므로 한국 천주교회가 내부적으로는 어떤 용어를 사용하는 것과는 별개로 천주교 신자가 아닌 이들도 함께 사용할 교과서에는 이해하기 쉬운 용어의 사용을 요구하는 쪽이 합리적이다.

### 타 한자문화권 천주교의 번역
일본 천주교는 면죄부 용어를 일본 문부과학성에 지속적으로 건의하여 면죄부를 '속유장'(쇼쿠유우조오, 贖宥状,　しよくゆうじょう)으로 변경하여 교과서에도 근래에 변경되었다. 이는 일본어에서 '죄'는 범죄의 의미가 강하여, 형벌의 의미가 거의 없으므로 면죄부의 의미가 범죄에만 국한된다고 하는 주장에 따른 것이었다.

## 같이 보기
- 대사 (가톨릭)
- 속죄